# Белые на острове Святой Елены
Белые на острове Святой Елены (англ. White Saint Helenians) — этническая группа лиц европейского происхождения, проживающая на острове Святой Елены. В настоящее время иммигранты из Европы и их потомки составляют этническое меньшинство, составляющее 25% местного населения.

## История
Остров Св. Елены был открыт португальским мореходом Жуаном да Нова во время путешествия домой из Индии 21 мая 1502 года. Португальцы застали остров необитаемым. Первым известным постоянным жителем острова был португалец Фернан Лопеш, живший на острове один в 1515—1545 годах. В борьбе за право обладания островами Великобритания одержала победу над Нидерландами и в 1659 году разместила на острове Святой Елены пункт снабжения водой и продовольствием морских судов и военную базу. После этого остров начал заселяться переселенцами из Европы, в основном из Великобритании. 
С 1900 по 1901 год остров был местом ссылки для военнопленных буров.

## Современное положение
В настоящее время белые являются этническим меньшинством на островах Святой Елены, Вознесения и Тристане-да-Кунья, их общее количество составляет  1932 человек, что составляет 25 % от всего населения островов.